# 埃沙赫河
47°52′15.5″N 10°1′54.6″E / 47.870972°N 10.031833°E

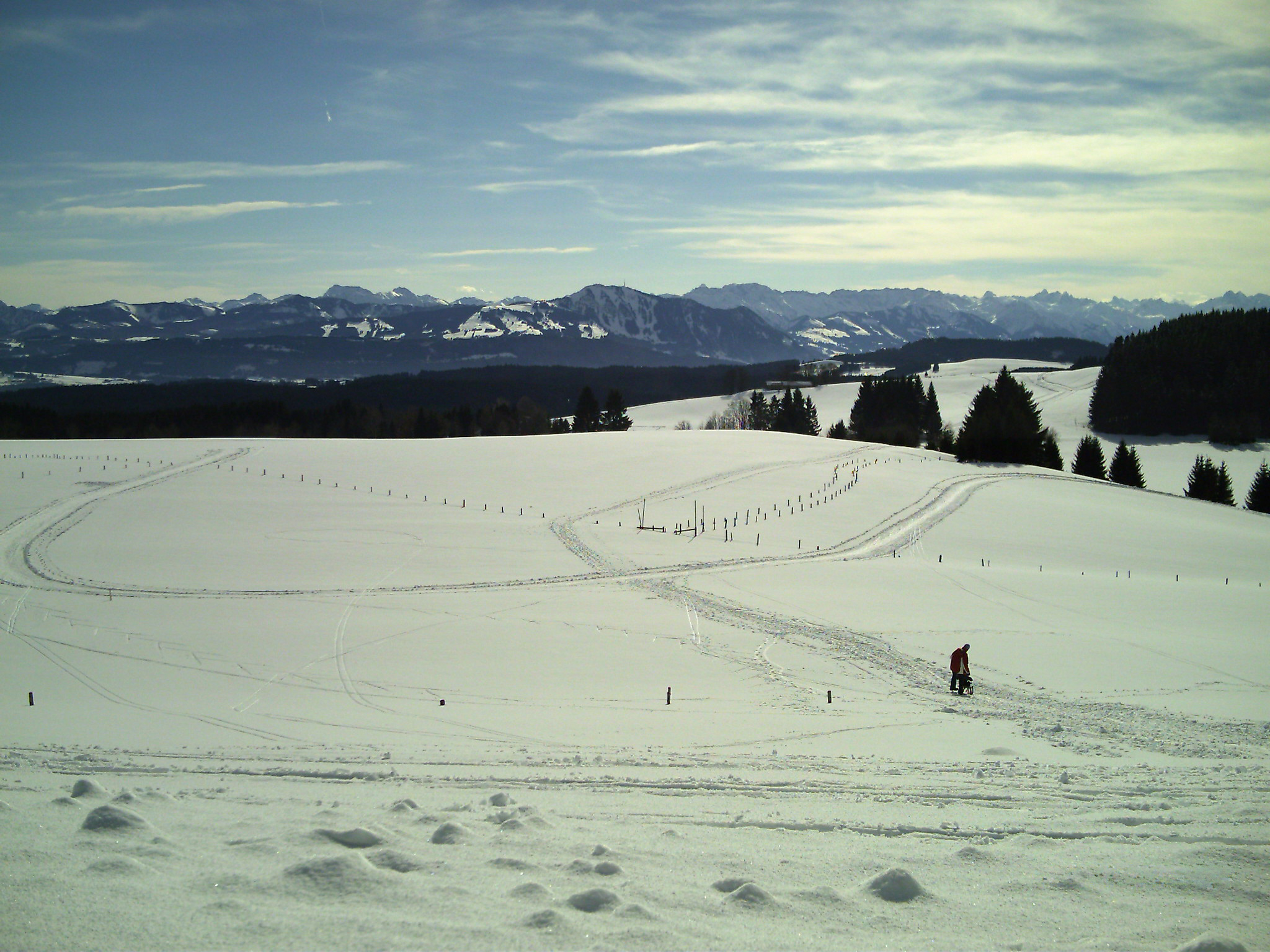

埃沙赫河是德國的河流，位於該國東南部，由巴伐利亞負責管轄，屬於艾特拉赫河的右支流，河道全長35公里，流域面積132平方公里，河畔城鎮有阿爾高地區洛伊特基希和布亨貝格。